# Schneller Vilmos
Schneller Vilmos (Kőszeg, 1821. április 6. – Kőszeg, 1893. február 26.) ágostai evangélikus lelkész.

## Életútja
Schneller János Lajos és Artner Erzsébet Klára fia. Középiskoláit Kőszegen (részben a magyar nyelv megtanulása végett Pápán, a teológiát két évig szintén Sopronban végezte, ahol Petz Leopold evangélikus lelkész (Petz Gedeon tanár nagyatyja) volt legkedvesebb tanára; azután a teológiát és bölcseletet még két évig Halléban Gesenius és Erdmann egyetemi tanároktól hallgatta. Itt Jeruzsalem című latin topográfiájával pályadíjat is nyert és Hegel Phaenomologiáját versbe szedte. 1842-ben Kőszegen atyja utódául egyhangúlag lelkésszé választották, ahol haláláig szolgált. A felsővasi és soproni líceumi tanügyi bizottságnak állandó tagja volt. 1893 januárjában kapta a Ferenc József-rend lovagkeresztjét. Magyar szellemű német pap volt; Szombathelyen mindig magyarul prédikált, Kőszegen is gyakrabban.
Cikkeket írt a Protestáns Egyházi és Iskolai Lapba, ezek egyike: a lelkészi succrescentia és a vizsgák kérdésével foglalkozik (1846. 33. szám); a Prot. Jahrbücherben (Pest, V. 1858. Staats- u. Ortskomunen als Patrone).

## Munkái
- Jugendweise. Sieben Predigten, welche aus den im Laufe des Jahres gehaltenen, als besonders die Jugend betreffend, ausgewählt und seinen Confirmanden gewidmet hat. Güns, 1845.
- Lieder zum 300 jährigen Begräbnisse Dr. Martin Luthers. Uo. 1846.
- Freiheitspredigt am Sonntage Laetare. Uo. 1848.
- Ludwig Turcsányi's Lebensbeschreibung. Uo. 1854.
- Confirmationsrede. Sopron, 1855.
- Confirmationsrede. Uo. 1859.
- Wie wir die dreihundertjährige Säculartodesfeier des Reformators Ph. Melanchton würdig begehen. Predigt, am 19. April 1860. Uo.
- Confirmationsrede. Uo. 1861.
- Trauerrede über Leopold Wohlmuth. Uo. 1862.
- Weg und Ziel weisend. Worte 25. März 1863. an seine lieben Confirmanden gerichtet. Güns, 1863.
- Siehe ich stehe vor der Thür. Confirmationsrede. Uo. 1864.
- Für Steinamanger in Ungarn. Uo. 1865.
- Heilig sei euch euer Eid. Predigt. uo., 1866.
- Krönungsjubelpredigt. Oedenburg, 1867.
- Confirmationsrede. Güns, 1867.
- Abschiedsworte. Confirmationsrede. Uo. 1869.
- Fürbitte für den Oberloisdorfer Schulbau und die Erbauer. Grabrede am Sarge Adam Hutbers. Uo. 1871.
- Nachruf nach dem k. k. pens. Oberlieutenant Paul von Ebeling. Uo. 1877.
- Jubiläum. Festlied. Uo. 1883.